# Carrières de la Lie
Les carrières de la Lie sont une ancienne carrière située sur le territoire de la commune de La Roche-Vineuse dans le département français de Saône-et-Loire et la région Bourgogne-Franche-Comté.

## Situation
Les carrières de la Lie sont situées sur le flanc d’une colline et domine les hameaux de Sommère et les Bouteaux, de la commune de la Roche-Vineuse, à 10 km de Mâcon. Elles s’étendent sur une zone de 300 mètres de long sur 55 à 150 mètres de large et une hauteur qui peut atteindre 20 mètres.

## Géologie
L'ensemble appartient à l'ère mésozoïque secondaire, période du Jurassique supérieur. 
Différents types de calcaire sont présents :  calcaires lithographiques (roche dure et résistante, employée dans la construction ;  calcaires pisolytiques (roche tendre).

## Historique
L'exploitation des carrières de la Lie a débuté au Ier siècle, elle cesse définitivement en 1934. Des périodes plus ou moins longues d'abandon séparent les phases d'activité. La production au cours du Haut-Empire romain est probablement la plus importante en volume. La majeure partie de la carrière à ciel ouvert semble alors avoir été exploitée.
Jusqu'en 1810, des caves et souterrains y existaient, suffisamment vastes pour que des conscrits réfractaires puissent s'y cacher et y être quasiment introuvables. Plusieurs femmes vivaient là alors, en troglodytes, avec leurs enfants. On y pratiquait à cette époque « l'extraction de sable ».
Elles font l'objet d'une inscription au titre des monuments historiques depuis le 12 janvier 2001.